# مارك ماكليود
مارك ماكليود (بالإنجليزية: Mark McLeod)‏ هو لاعب كرة قدم بريطاني في مركز الوسط، ولد في 15 ديسمبر 1986 في سندرلاند في المملكة المتحدة. لعب مع دورهام سيتي ‏.

## وصلات خارجية
- مارك ماكليود على موقع قاعدة بيانات كرة القدم.إي يو (الإنجليزية)
- مارك ماكليود على موقع Soccerbase.com (لاعب) (الإنجليزية)